# Anastasia Kuzmina
Anastasia Kuzmina (n. 28 august 1984, Tiumen, RSFS Rusă, URSS) este o biatlonistă slovacă de origine rusă, medaliată olimpică. A participat la 3 ediții ale Jocurilor Olimpice (2010, 2014, 2018) în care a câștigat 3 medalii de aur și 3 medalii de argint.